# Drepanepteryx phalaenoides
Drepanepteryx phalaenoides là một loài côn trùng trong họ Hemerobiidae thuộc bộ Neuroptera. Loài này được Linnaeus miêu tả năm 1758.

## Hình ảnh

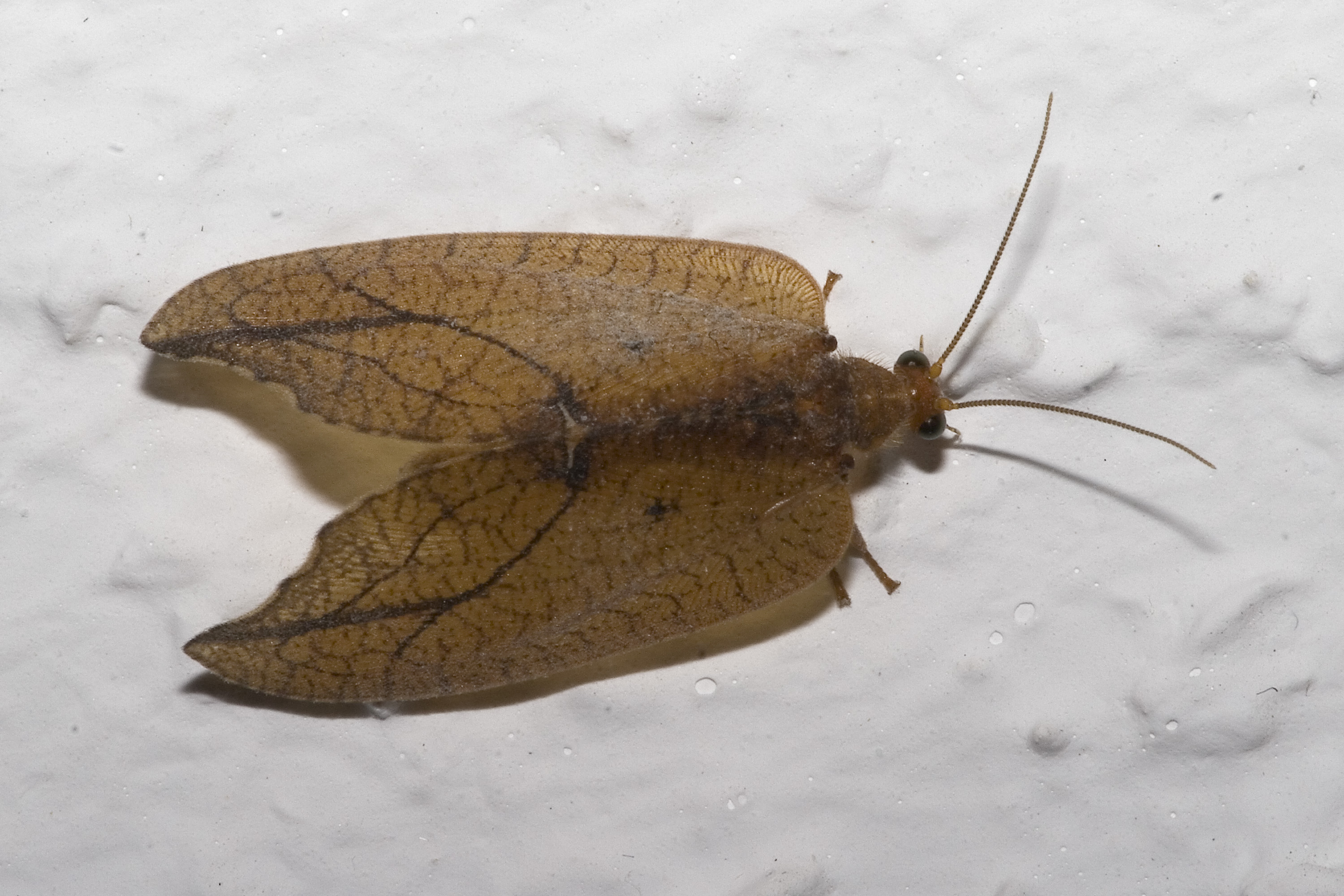
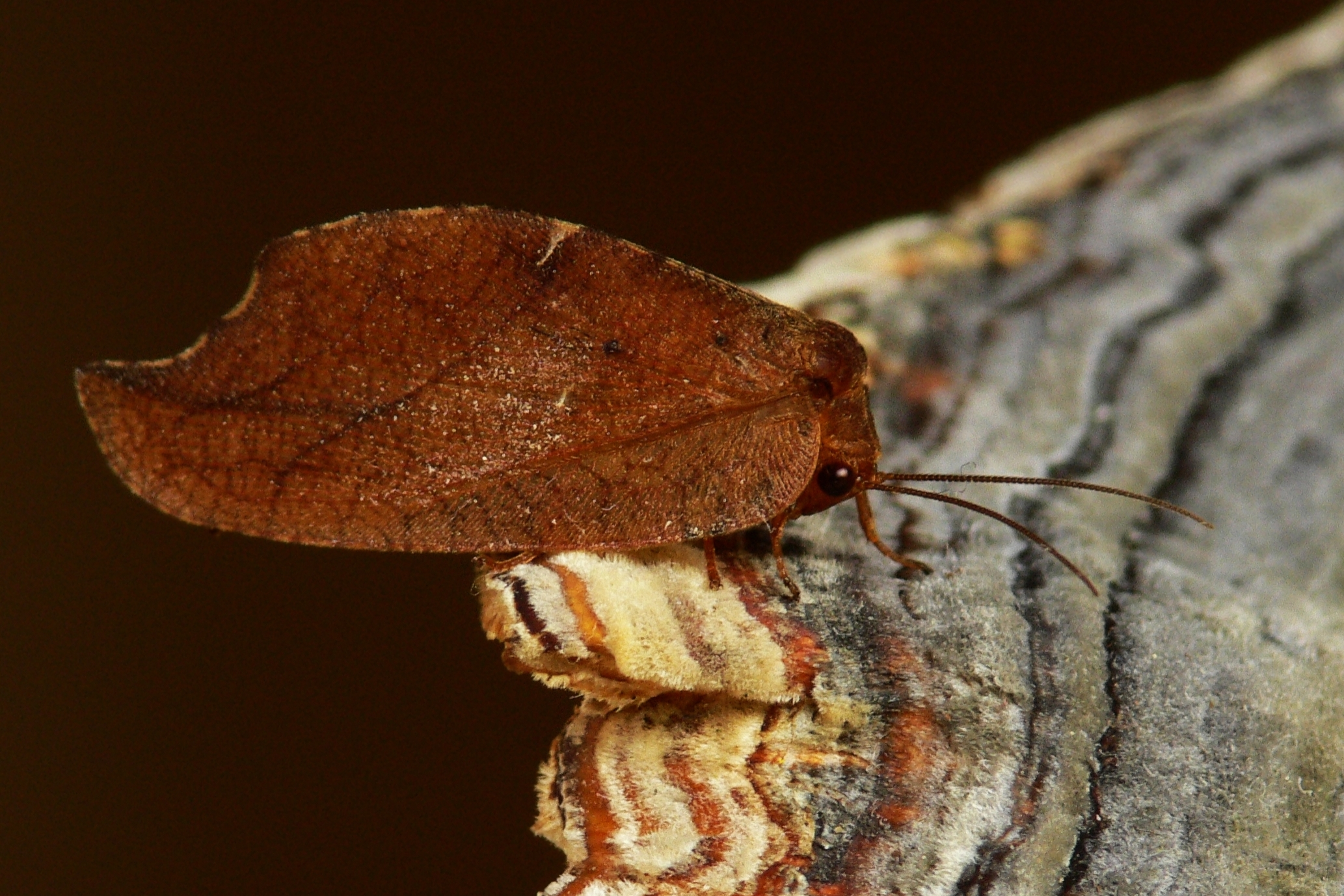
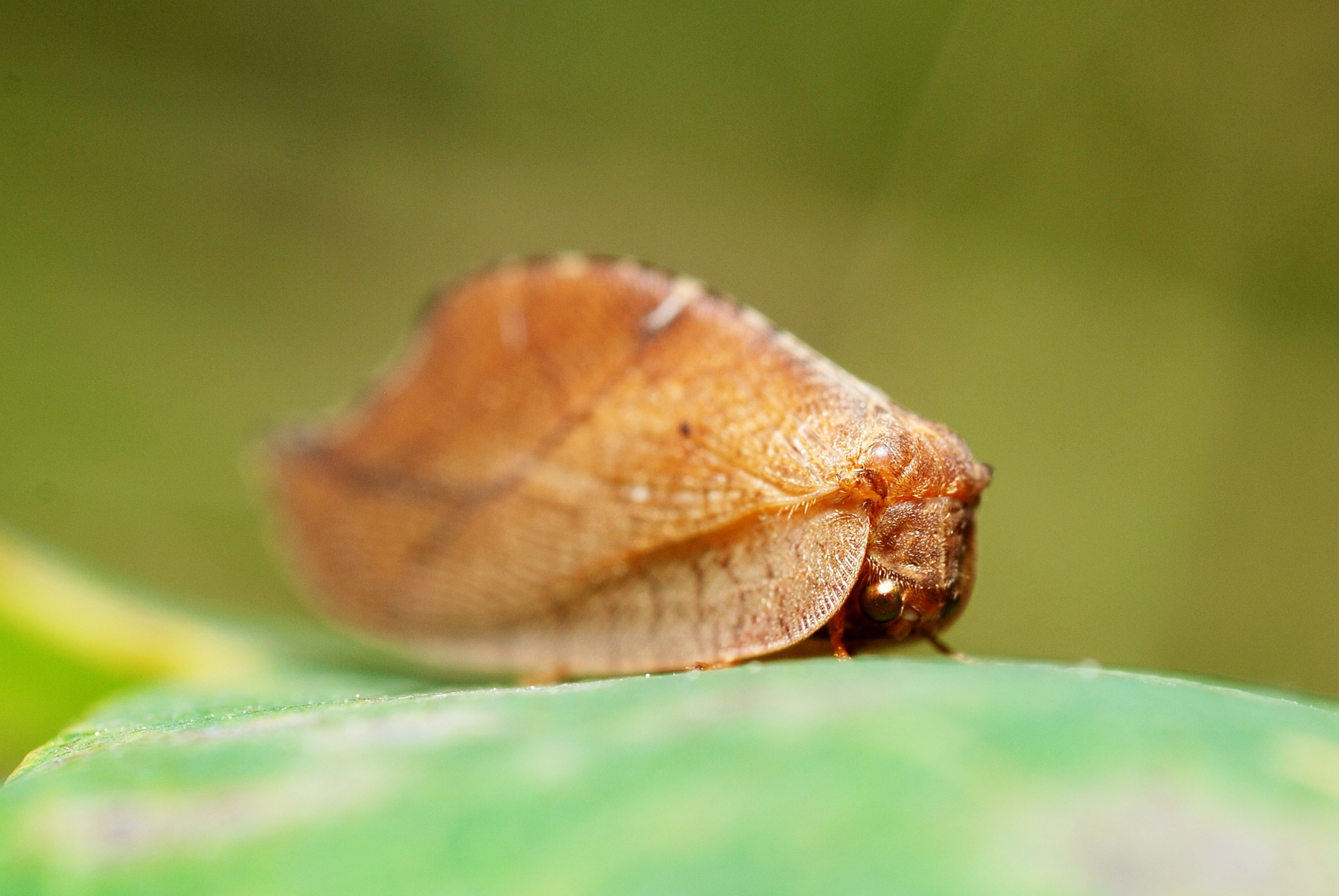
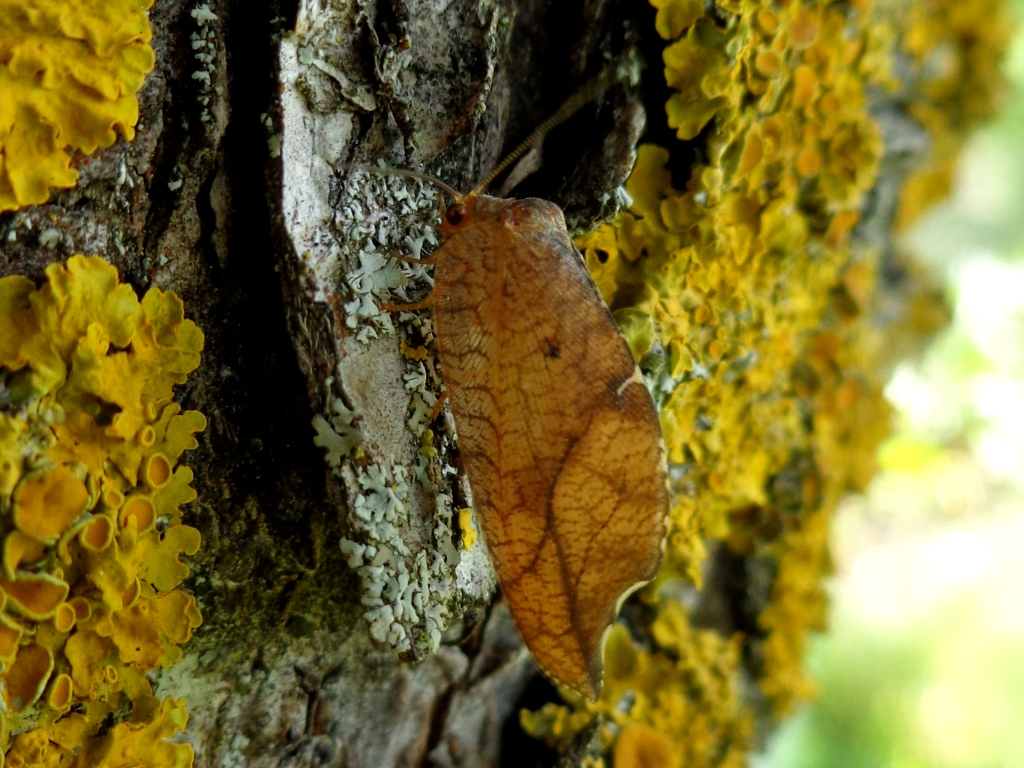